# Championnat de Suisse féminin de football 2018-2019
Navigation
Édition précédente Édition suivante
Le Championnat de Suisse de football féminin 2018-2019 est la 49e édition de la LNA, opposant les huit meilleurs clubs de football féminin en Suisse. Les huit équipes qui se rencontrent deux fois en match aller et retour.
Le champion sortant est le FC Zürich Frauen.

## Clubs participants
- FC Zürich Frauen
- Servette FC Chênois Féminin
- FC Yverdon féminin
- FF Lugano 1976
- BSC Young Boys
- FC Basel 1893
- FC Luzern Frauen
- Grasshopper Club Zürich

## Classement

### Les 8 clubs participants
| \| FC Bâle Servette FCCF - Genève FC Lucerne FC Lugano FC Zurich Grasshopper Yverdon Young Boys \| Localisation des clubs engagés dans le championnat. |
| FC Bâle Servette FCCF - Genève FC Lucerne FC Lugano FC Zurich Grasshopper Yverdon Young Boys                                                           |

### Saison régulière
| Rang | Équipe                  | Pts | J  | G  | N | P  | Bp | Bc | Diff |
| ---- | ----------------------- | --- | -- | -- | - | -- | -- | -- | ---- |
| 1    | FC Zürich FrauenT       | 79  | 28 | 26 | 1 | 1  | 89 | 17 | +72  |
| 2    | Lugano                  | 49  | 28 | 15 | 4 | 9  | 49 | 35 | +14  |
| 3    | Grasshopper Club Zürich | 42  | 28 | 12 | 6 | 10 | 35 | 41 | -6   |
| 4    | Servette FC Chênois P   | 40  | 28 | 12 | 4 | 12 | 46 | 51 | -5   |
| 5    | FC Luzern Frauen        | 39  | 28 | 10 | 9 | 9  | 53 | 42 | +11  |
| 6    | FC Bâle                 | 38  | 28 | 11 | 5 | 12 | 48 | 54 | -6   |
| 7    | Young Boys              | 18  | 28 | 5  | 3 | 20 | 34 | 65 | -31  |
| 8    | FC Yverdon féminin      | 12  | 28 | 2  | 6 | 20 | 15 | 64 | -49  |

Légende
- Qualifié pour la  Ligue des champions féminine de l'UEFA 2019-2020
- 1er tour de qualification de la Ligue des champions
- Relégation en deuxième division

Abréviations
T : Tenant du titre

P : Promu
source